# Cutie Honey (brano musicale)
Cutie Honey è un brano musicale, utilizzato come sigla d'apertura per quasi tutti gli adattamenti anime e live action del manga Cutie Honey del 1973. Il testo del brano è stato scritto da "Claude Q" (クロード・Ｑ?, Kurōdo Kyū) e descrive il personaggio di Honey ed il suo corpo. La versione del brano utilizzato per l'anime degli anni settanta, originariamente pensata per Linda Yamamoto, fu cantata da Yoko Maekawa. In Cutie Honey Flash, il brano è interpretato da SALIA. Negli OAV Shin Cutie Honey, il brano è interpretato da les-5-4-3-2-1,, mentre la versione in lingua inglese da Mayukiss. Koda Kumi ne ha interpretato un'ennesima versione, utilizzata come sigla di apertura degli OAV Re: Cutie Honey. Nel film del 2004 il brano è invece cantato da Minami Kuribayashi come parte delle Wild 3-Nin Musume. Le uniche altre sigle di anime ad essere state utilizzate così tante volte sono Theme of Lupin III, che è stato utilizzato continuamente in tutte le serie, i film e gli special di Lupin III e la sigla di Gegege no Kitaro, utilizzata sin dagli anni sessanta.
Fra gli altri artisti che hanno registrato una cover del brano si possono citare i GO!GO!7188 per l'album Tora no Ana, Masami Okui per l'album Masami Kobushi ed i TWO-MIX. Anche gli Animetal hanno reigstrato una versione del brano nel loro stile, ed inclusa nell'album Animetal Lady, con il testo cantato da Mitsuyo Nemoto del gruppo Pink Lady. La cantante k-pop Ahyoomee ha debuttato registrando un adattamento in lingua coreana del brano nella versione di Koda Kumi. Questa versione, pubblicata come singolo digitale, è diventata molto popolare, nonostante le critiche relative alla pronuncia delle parole in giapponese e il suo look giudicato "inequivocabilmente giapponese" durante una performance. La suonatrice d'arpa Mika Agematsu ha realizzato una cover di Cutie Honey, oltre che di altri brani tratti da Lupin III, Candy Candy ed altri anime nel suo album Anipa (UCCS-1088), pubblicato dalla Universal Music nel 2006 in Giappone e nel 2009 negli Stati Uniti.
Il brano può essere anche sentito durante il ventisettesimo episodio della serie televisiva anime del 1974 Bia, la sfida della magia, in una scena in cui la protagonista Megu (in italiano Bia) guarda Honey, nella sua trasformazione da cantante pop (Misty Honey), esibirsi in televisione. Nel settimo episodio della serie Princess Princess, il brano viene interpretato anche dalle protagoniste dell'anime, che cantano alcuni pezzi del brano durante il loro concerto.
Il 27 febbraio 2008 è stato pubblicato un CD singolo intitolato Cutie Honey (21st century ver.), con una nuova versione del brano interpretato dalla stessa Maekawa.